# William Notman

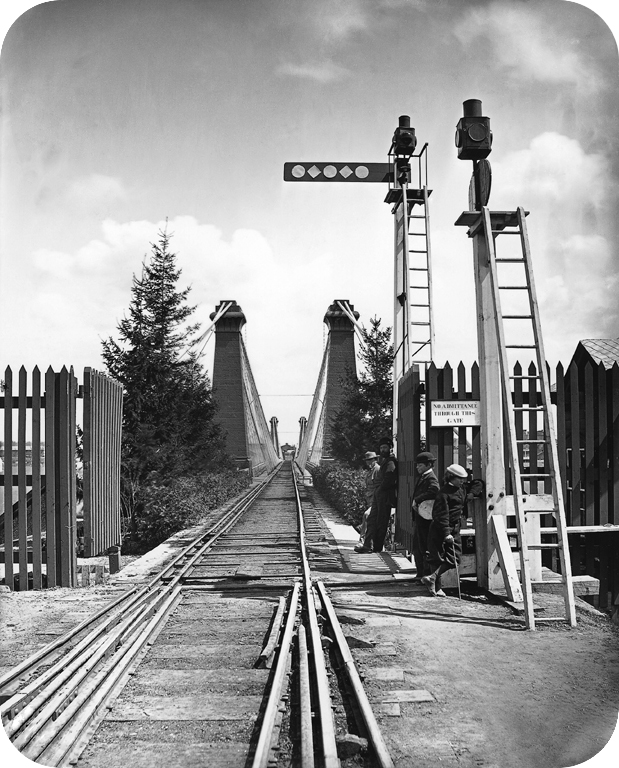
William Notman: Železnice přes visutý most, Niagara, 1869

William Notman (8. března 1826 Paisley, Skotsko – 25. listopadu 1891) byl kanadský fotograf a podnikatel.

## Život a dílo
Notman se narodil ve skotském Paisley v roce 1826, tedy ve stejném roce, ve kterém se zrodila fotografie ve Francii. V roce 1856 se přestěhoval do Montrealu. Původně jako amatérský fotograf rychle založil prosperující profesionální fotografické studio na Bleury Street. Jeho první důležitou zakázkou byla dokumentace stavby mostu Victoria Bridge přes řeku Řeku svatého Vavřince. Most byl otevřen s velkou slávou v roce 1860, kterého se zúčastnili sám princ z Walesu a Notman s fotoaparátem. Jako dárek dostal princ krabičku s Notmanovými fotografiemi z výstavby mostu a scénami kanadského východu a západu. Dárek se tak zalíbil Královně Victorii, že udělila Notmanovi titul Královnin fotograf (Photographer to the Queen).
Notmanova pověst a komerční úspěch vzrostly během následujících tří let, stal se předním kanadským fotografem s mezinárodním renomé, spolupracoval s dalšími významnými kanadskými umělci, jako byli například John Arthur Fraser nebo Henry Sandham, kterého i učil. Založil pobočky v Kanadě a ve Spojených státech, včetně sezónních poboček na univerzitách v Yale a Harvardu. Byl také aktivním členem umělecké komunity v Montrealu, otevřel vlastní ateliér pro výstavy místních malířů, jeho studio poskytovalo možnosti pro výcvik začínajících fotografů a malířů. Notman byl svými kolegy velmi považován za svou inovativní fotografii a držel patent na některé z vynalezených technik, například pro navození zimní nálady ve studiu. Vyhrál řadu medailí na výstavách v Montrealu, Londýně, Paříži a Austrálii.
Mezi jeho přátele a pracovní kolegy patřili dnes již známí fotografové. Mezi nimi například Alexander Henderson, se kterým podnikl už v roce 1860 fotografický výlet k Niagarským vodopádům. Oba byli mezi zakládajícími členy uměleckého sdružení Art Association of Montreal a patřili do fotografického klubu Montreal Amateur Photographic Club. V roce 1865 experimentovali s hořčíkovým bleskem.
Fotografie v polovině 19. století nebyla jednoduchý proces, jak se stala o několik desítek let později. Typický turista běžně fotoaparát nenosil a Notmanovo studio proto vytvořilo velké množství snímků pro turistickou poptávku. Návštěvníci si mohli prohlédnout takzvané Notman's Picture Books a podle svého výběru si zakoupit snímky buď jednotlivě nebo si je nechat poskládat v různých kombinacích do alba. Samozřejmě si návštěvníci mohli nechat zhotovit vlastní portrét. Scény z ulice v rychle se rozvíjejících kanadských městech, velkolepost moderní dopravy po železnici a páry, expanzivní krajiny a přírodní krásy, vše bylo k dispozici většinou na pohlednicích 8"x10", nebo v populární formě stereofotografií. Snímky pro studio Notman pořizovala celá řada zaměstnaných a vyškolených fotografů.
William Notman byl pravidelným přispěvatelem do fotografického časopisu Philadelphia Photographer a ve spolupráci s editorem Edwardem Wilsonem založili společnost Centennial Photographic Company pro výstavu Centennial Exhibition ve Filadelfii, která se konala na počest 100. výročí USA v roce 1876. Tam Notman získal zlatou medaili od britského soudu a prezentoval identifikační karty s podobenkami umožňující vstup do areálu – předchůdce dnešních různých identifikačních karet s fotografií.
Když William Notman náhle zemřel po krátkém zápalu plic v listopadu 1891, zůstal management studia na jeho synovi Williamovi McFarlane Notmanovi, zkušeném fotografovi, který se svými bratry dokumentoval kanadskou Pacifickou železnici a její stavbu směrem na západ.
V roce 1935 McFarlanův mladší bratr Charles prodal studio společnosti Associated Screen News, v roce 1957 Notmanovu sbírku koupila univerzita McGill University v Montrealu. Sbírka obsahovala 200 000 negativů, 43 indexačních knih, 200 obrázkových knih a další různé památnosti. Předměty celé kolekce byly převedeny na McCordovo muzeum kanadské historie.
Byl jedním ze čtyř fotografů, které společnost Canada Post v roce 1989 zvěčnila na sérii poštovních známek u výročí "150 let kanadské fotografie".

## Galerie

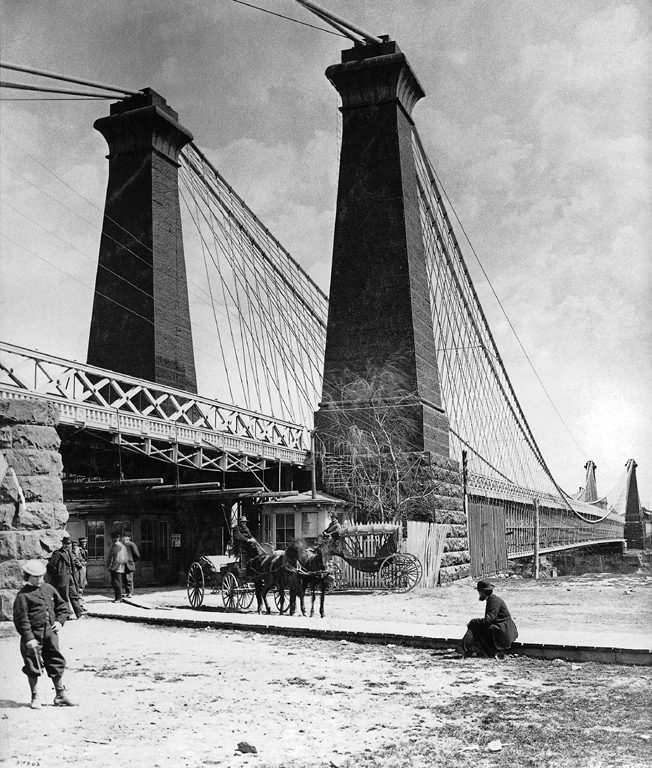
Visutý most, Niagara, 1869
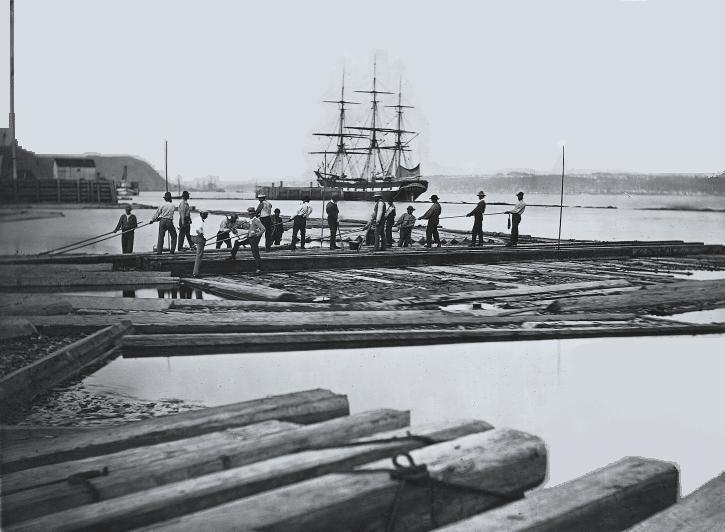
Doprava dřeva, Quebec, 1872
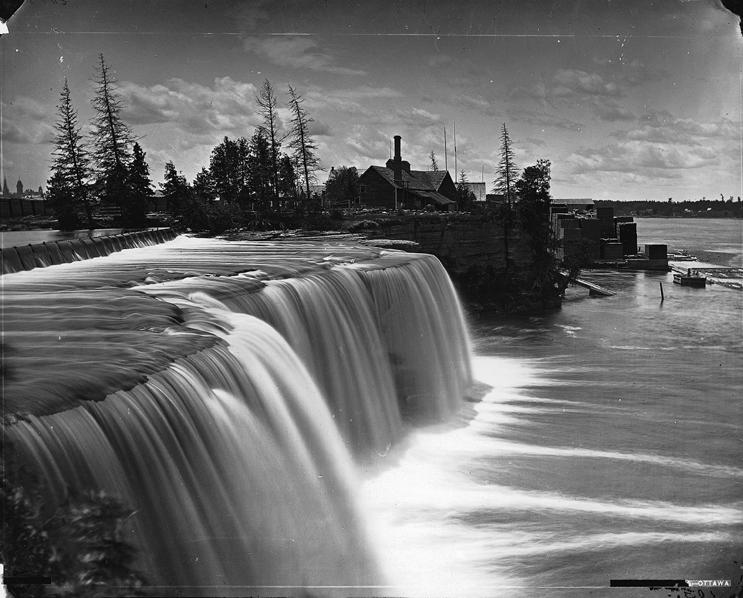
Vodopády Rideau Falls, Ottawa, Canada
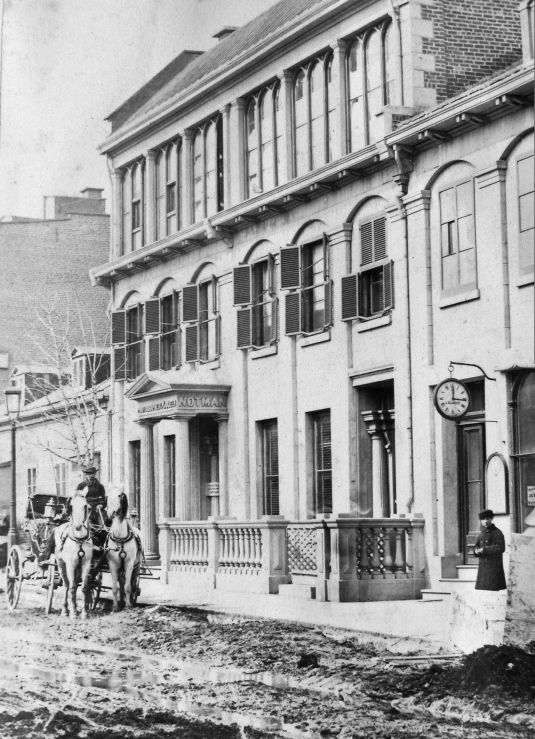
Notmanovo fotostudio na Bleury Street, Montreal, Québec, 1866
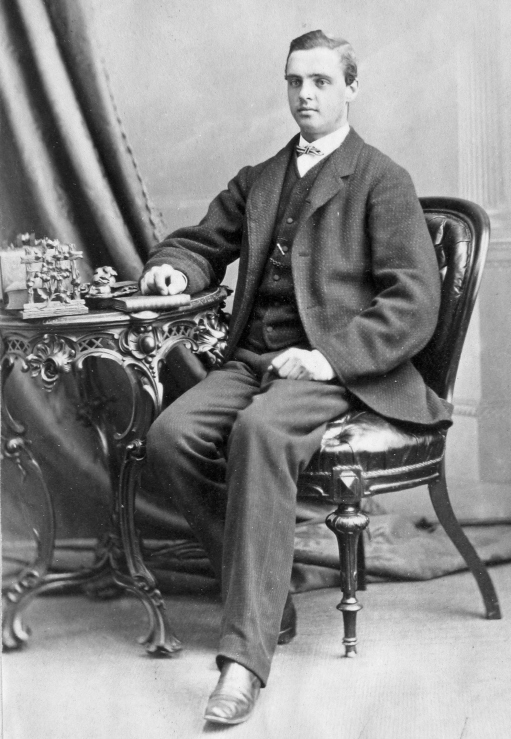
Henry Birks, 1866
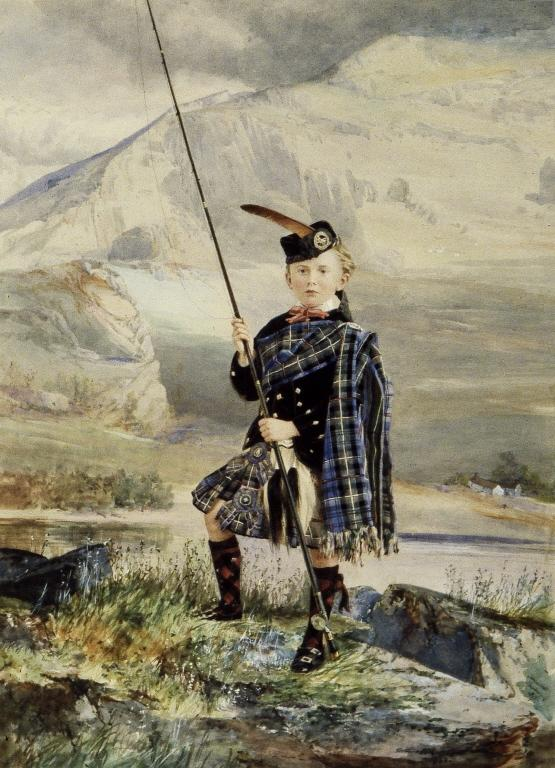
Sir Hugh Montagu Allan, Montreal, kolorovaná fotografie, albuminový proces, 1867
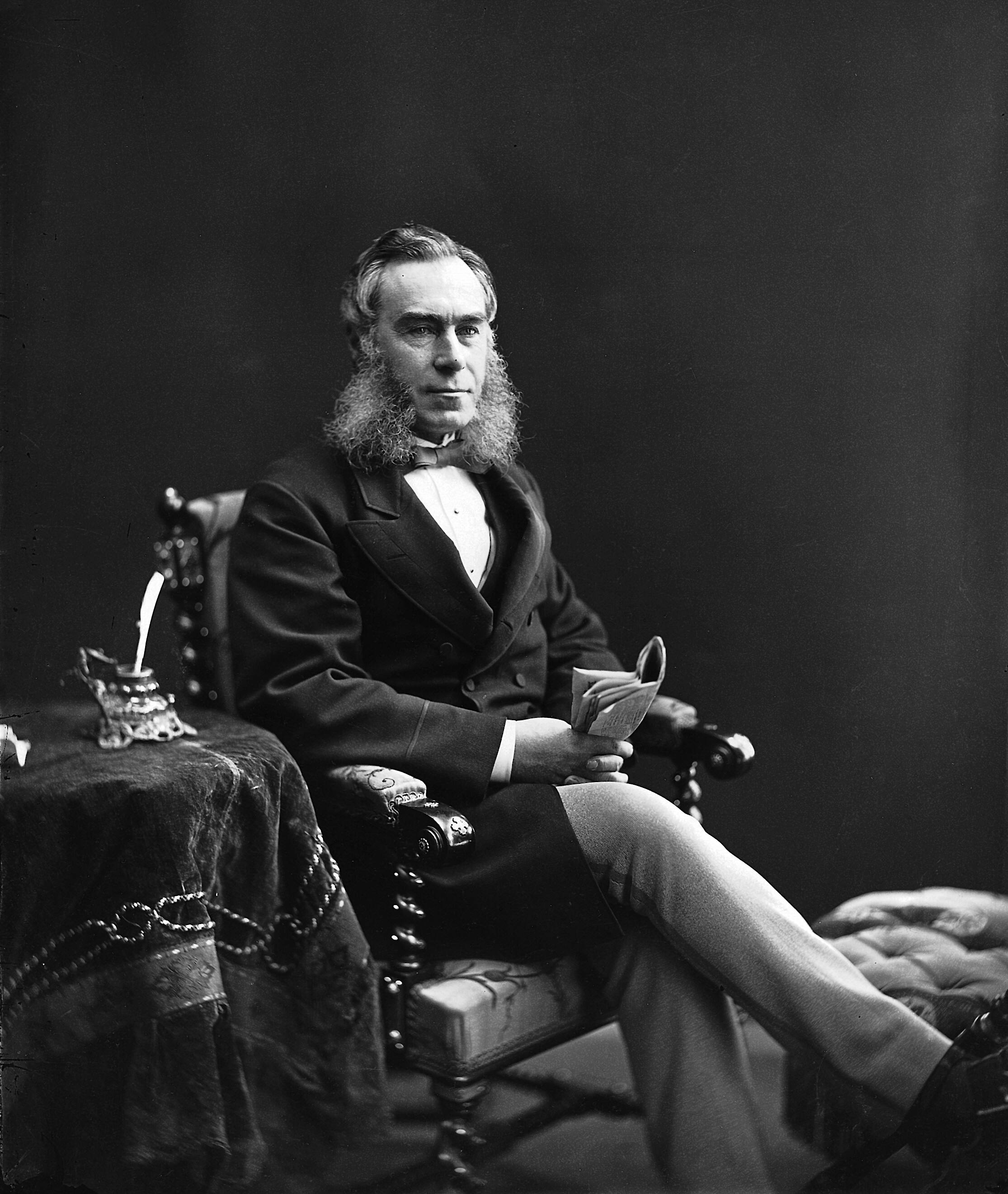
Peter Redpath, 1871
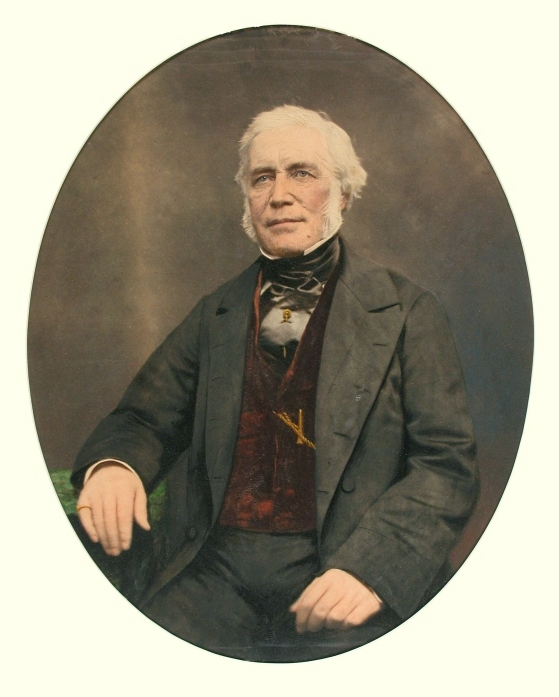
Peter McGill
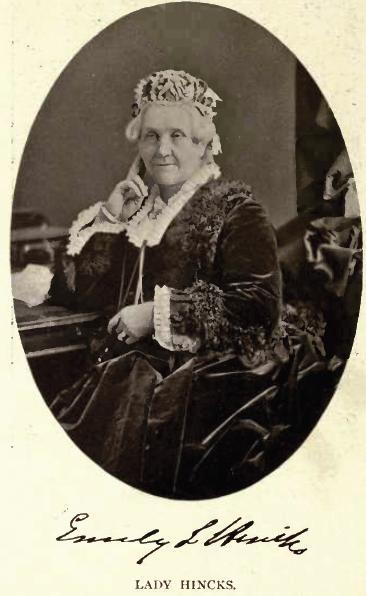
Emily Louisa Hincks
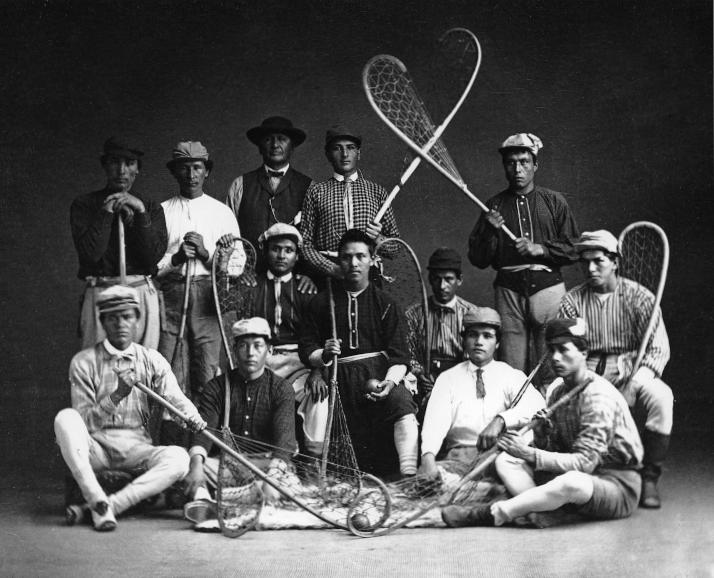
Skupinová fotografie, Kahnawake Lacrosse Club, 1867